# کرن (اکلاهما)
کرن(به انگلیسی: Corn) شهری در ایالت اکلاهما کشور ایالات متحده آمریکا است که جمعیت آن در سرشماری سال ۲۰۱۰ میلادی، ۵۰۳ نفر بوده‌است.